# Pawiak

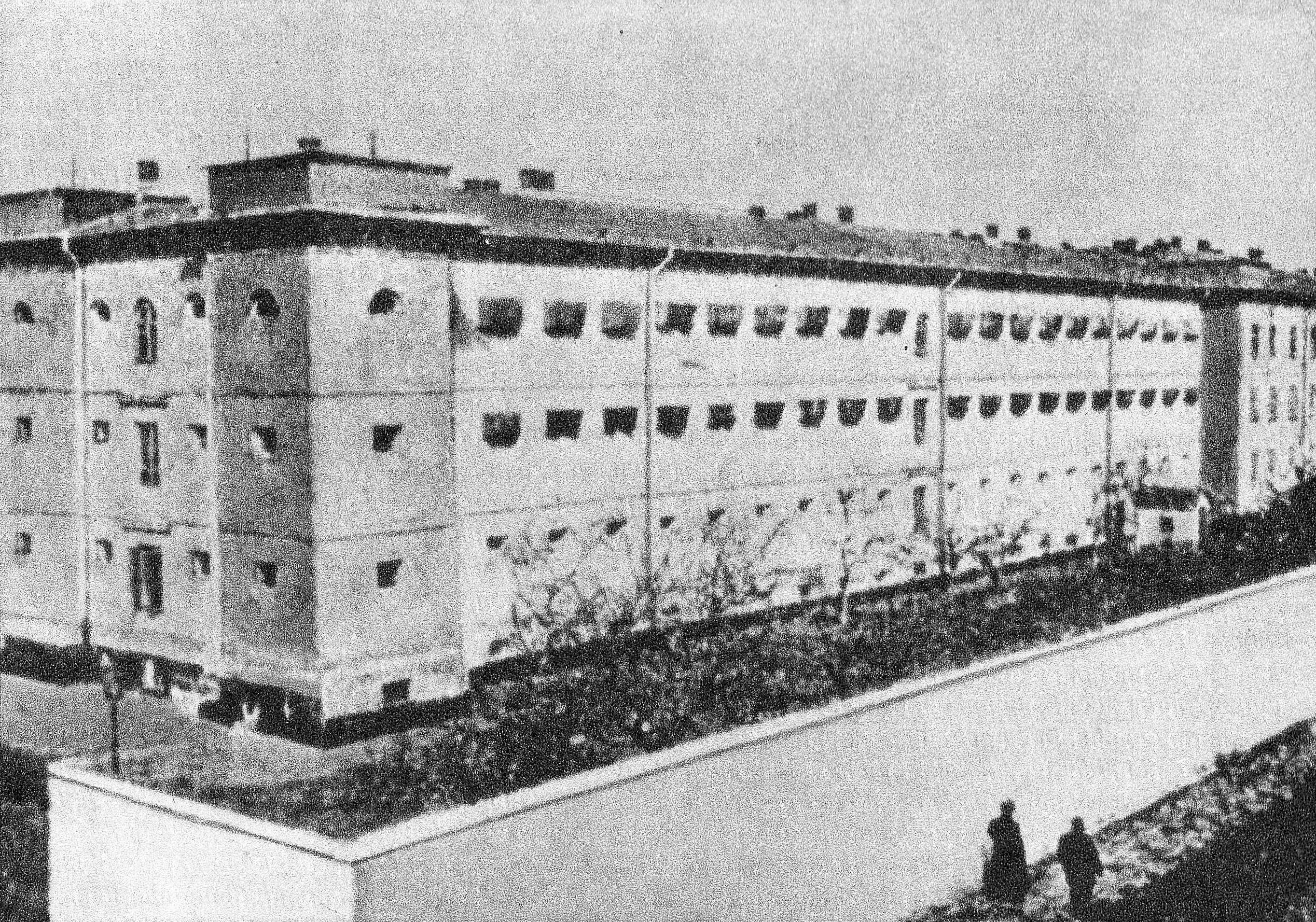
Pawiak år 1906.

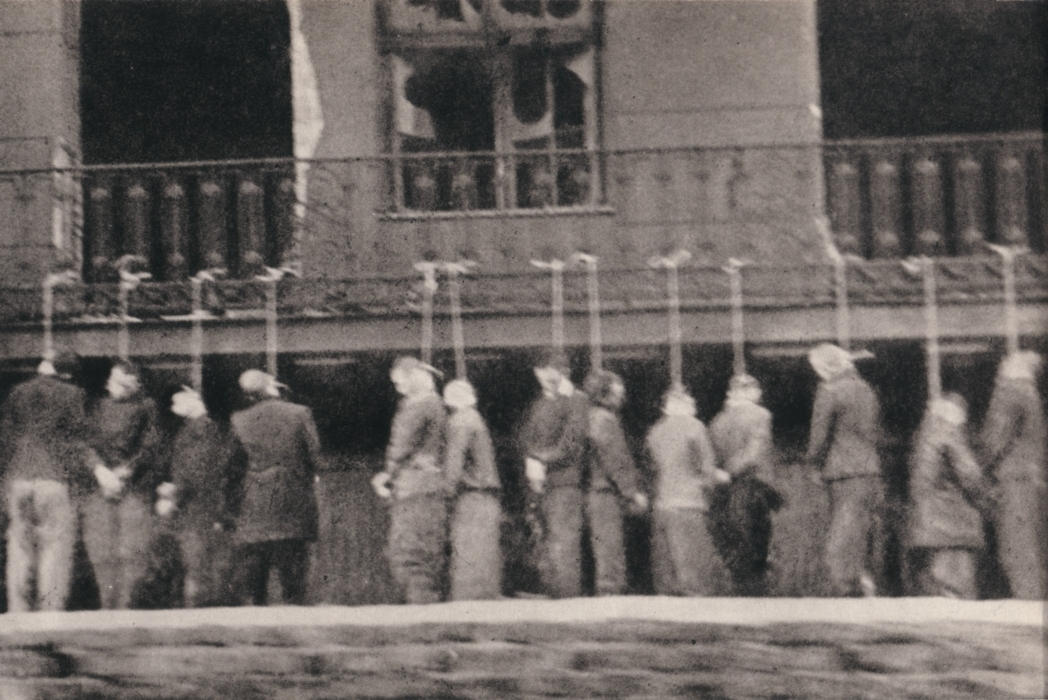
Fångar från Pawiak som hängts offentligt i Warszawa.

Pawiak var ett fängelse i den polska huvudstaden Warszawa. Det uppfördes 1835. Under januariupproret fungerade fängelset som ett transitläger för de polacker som skulle deporteras till Sibirien. Under andra världskriget var Pawiak en del av koncentrationslägret Warszawa. I samband med Warszawaupproret 1944 sprängde nazisterna fängelset.